# Seio
Seio (Sèi in noneso) è una frazione del comune di Sarnonico in provincia autonoma di Trento.

## Storia
Seio è stato comune autonomo fino al 1928, anno in cui venne aggregato a Cavareno.

## Monumenti e luoghi d'interesse

### Architetture religiose
- Chiesa di San Giorgio, documentata nel 1387.[4][5]

## Galleria d'immagini

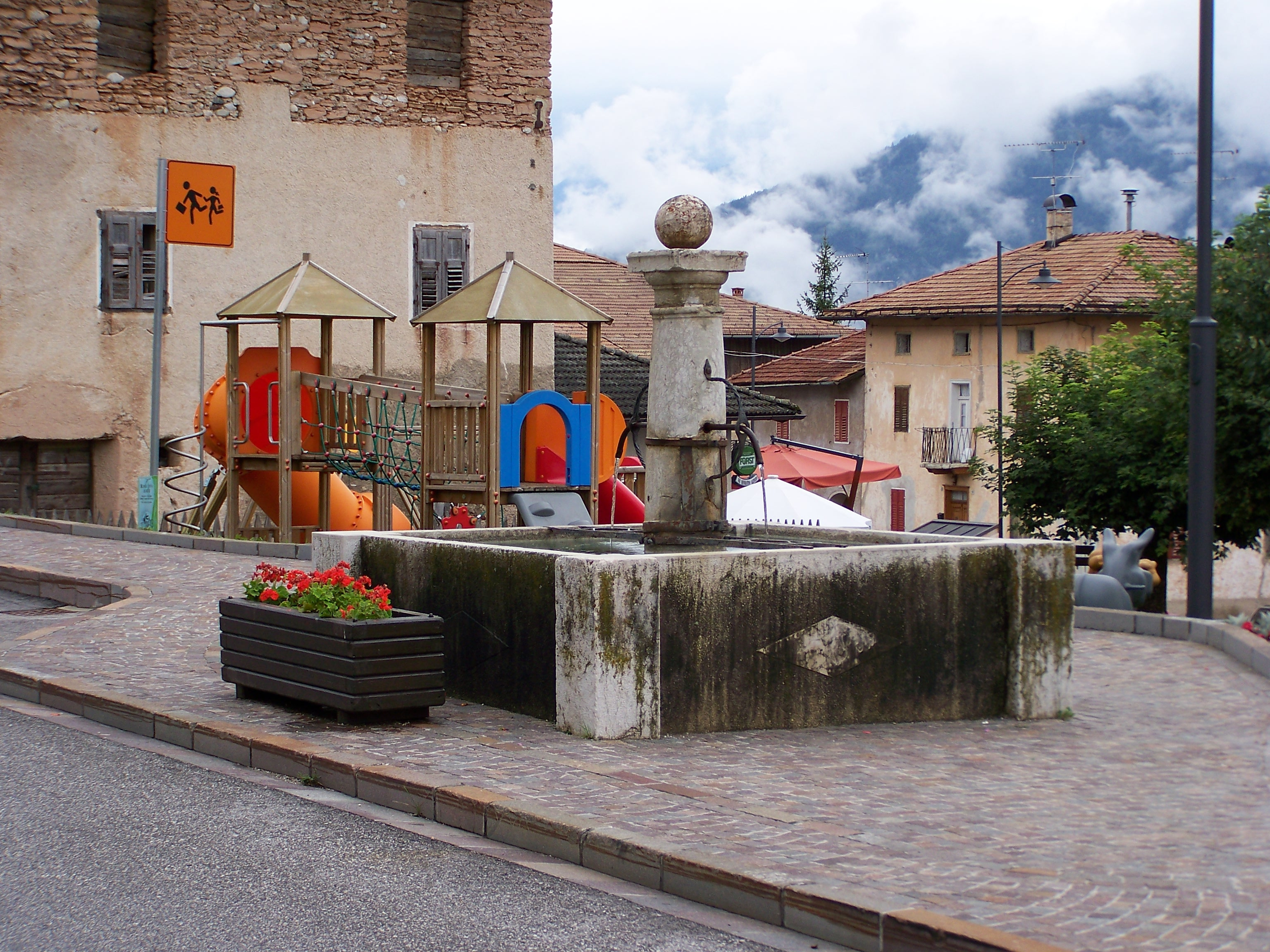
Fontana al centro di Piazza San Giorgio a Seio
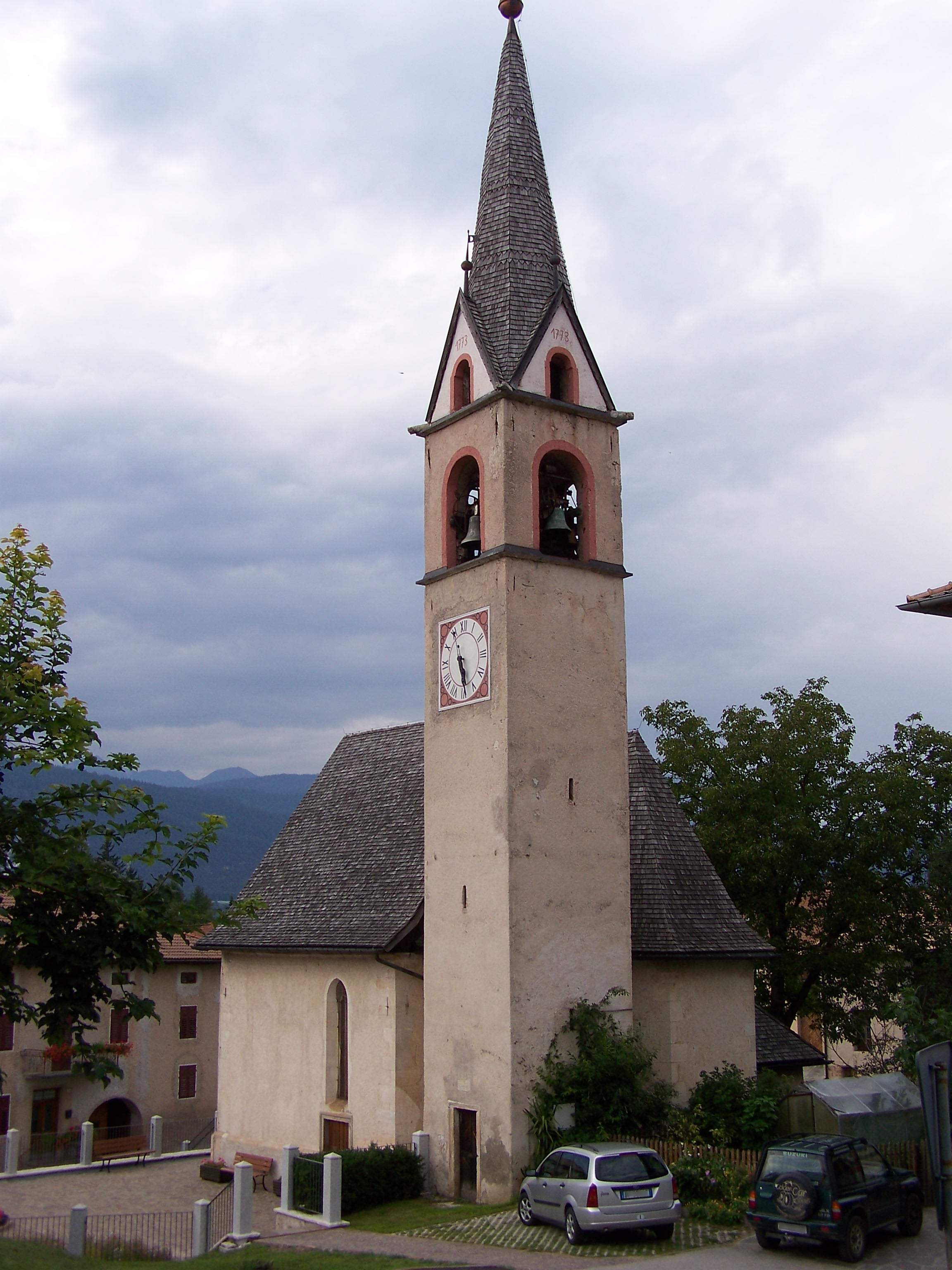
Chiesa di San Giorgio a Seio
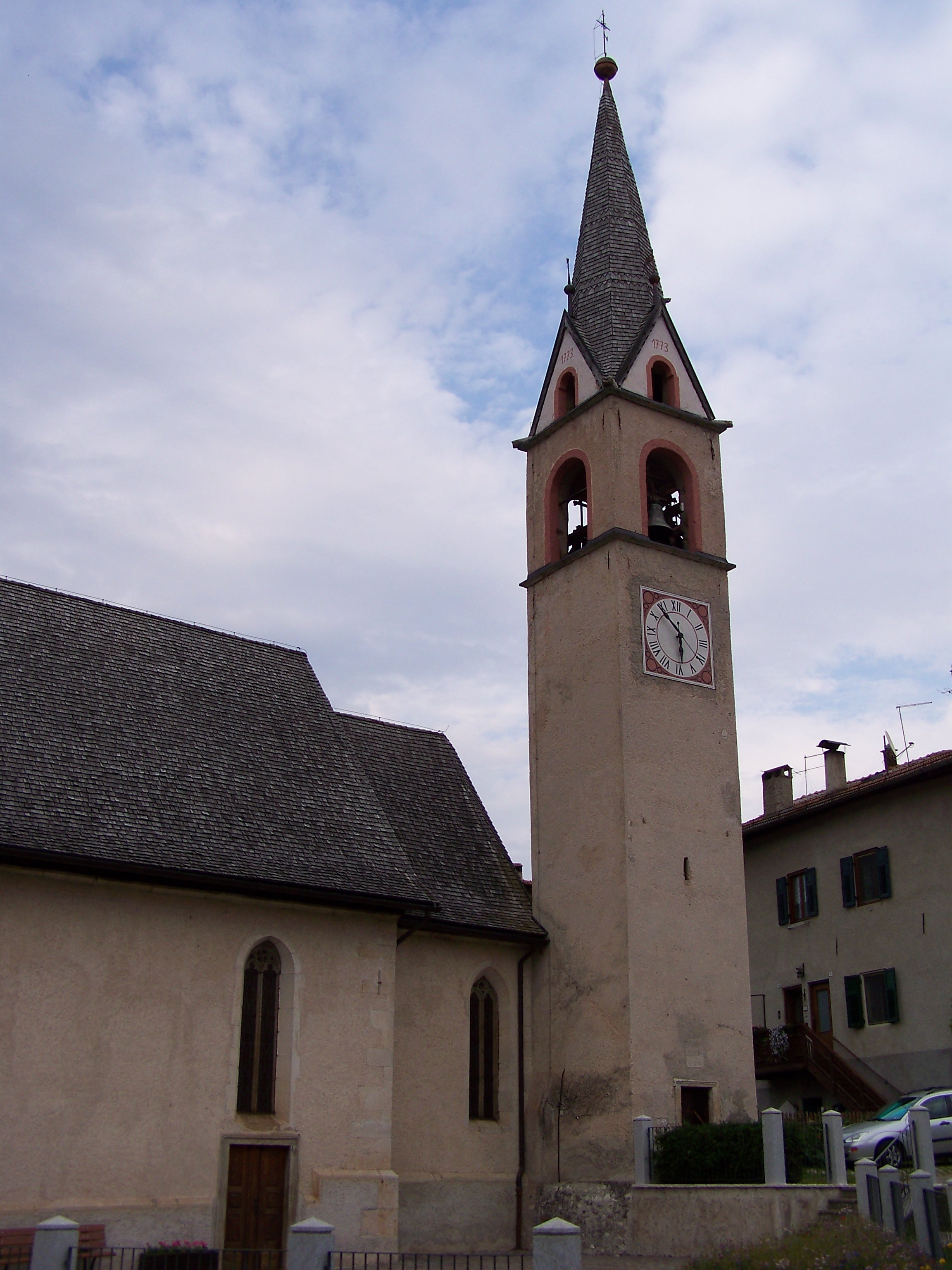
Campanile della chiesa di San Giorgio a Seio